# Mi mejor amiga
Mi mejor amiga é uma telenovela venezuelana exibida em 1980 pela Venevisión.

## Elenco
- Flor Núñez- Graciela Pérez Acosta
- Félix Loreto- Willi Acosta
- Elba Escobar- Milena Ricardo